# Cajibío
Cajibío est une municipalité située dans le département de Cauca, en Colombie.